# 國家金融安定基金管理委員會
國家金融安定基金管理委員會（簡稱國安基金委員會）是中華民國維持金融市場穩定的專責機構，為行政院直屬的專責單位。

## 歷史
為因應國內外重大事件，以維持資本市場及其他金融市場穩定、確保國家安定，蕭萬長內閣於行政院會議上決議制定《國家金融安定基金設置及管理條例》。2000年2月9日，總統令制定公布《國家金融安定基金設置及管理條例》。

## 組織
- 委員會：由十一人至十三名委員組成，由行政院副院長、中央銀行總裁、財政部部長、交通部部長、行政院主計總處主計長、勞動部部長、銓敘部部長兼任當然委員，其餘委員由主管機關就立法院各黨團推荐的學者、專家遴選聘任之。
  - 主任委員：行政院副院長兼任
    - 執行秘書：行政院副院長派任，視業務情形聘用一人至五人

## 國家金融安定基金
國家金融安定基金之任務係在國內、外發生重大事件或國際資金大幅移動，並顯著影響民眾信心，致資本市場及其他金融市場有失序或有損及國家安定之虞，經管理委員會決議，在符合條例規範下，視市場情況進行安定操作，以維持資本市場及其他金融市場穩定，俾確保民眾對資本市場之信心

### 資金來源
國家金融安定基金可運用資金之總額為新台幣五千億元，其來源如下：
一、以國庫所持有之公民營事業股票為擔保，向金融機構借款；借款最高額度新台幣二千億元。
二、借用郵政儲金、郵政壽險積存金、勞工保險基金、勞工退休基金、公務人員退休撫卹基金所屬可供證券投資而尚未投資之資金；其最高額度新台幣三千億元。
三、其他經主管機關核定之資金來源。

### 歷年績效
| 次數   | 啟動時間       | 持續期間                     | 持續天數 | 進場加權指數 | 事件                                                                                           | 投入金額（新台幣） | 績效      | 投資報酬率 |
| ------ | -------------- | ---------------------------- | -------- | ------------ | ---------------------------------------------------------------------------------------------- | ------------------ | --------- | ---------- |
| 第一次 | 2000年3月15日  | 2000年3月16日至3月20日       | 5        | 8682.76      | 中華民國第一次政權交替，中國總理朱镕基發表恫嚇言論                                             | 542億              | -500億    | -92.25%    |
| 第二次 | 2000年10月2日  | 2000年10月3至11月15日        | 43       | 5805.17      | 互聯網泡沫、以巴冲突，國際原油價格大漲                                                         | 1,227億            | +226億    | +18.42%    |
| 第三次 | 2004年5月19日  | 2004年5月20至6月1日          | 12       | 5860.58      | 三一九槍擊事件、兩岸關係緊張                                                                   | 16億               | +35億     | +218.75%   |
| 第四次 | 2008年9月19日  | 2008年9月18至12月17日        | 90       | 5641.95      | 2008年金融海嘯                                                                                 | 600億              | +319.23億 | +53.21%    |
| 第五次 | 2011年12月20日 | 2011年12月21至2012年4月20日  | 120      | 6966.48      | 歐洲主權債務危機                                                                               | 424億              | +37.01億  | +8.73%     |
| 第六次 | 2015年8月25日  | 2015年8月25至2016年4月12日   | 232      | 7675.64      | 人民幣劇貶，亞洲多國家貨幣競相貶值，恐慌性投降式拋售                                           | 196.58億           | +12.11億  | +6.16%     |
| 第七次 | 2020年3月19日  | 2020年3月20日至10月12日      | 207      | 8681.34      | 嚴重特殊傳染性肺炎全球大流行及國際油價暴跌所帶動的股市大跌                                     | 7.56億             | +2.58億   | +34.1%     |
| 第八次 | 2022年7月13日  | 2022年7月13日至2023年4月13日 | 275      | 13950.62     | 國際政經局勢不定、俄烏戰爭致推升通膨、西方國家加速升息、經濟復甦前景不明、投資人恐慌且信心不足 | 545.08億           | +83億     | +15.23%    |
| 第九次 | 2025年4月8日   |                              |          |              | 川普第二屆任期關稅                                                                             |                    |           |            |